# Noorse hartschelp
De Noorse hartschelp (Laevicardium crassum) is een in zee levende tweekleppige weekdiersoort uit de familie van de hartschelpen (Cardiidae).

## Beschrijving

### Schelpkenmerken

Rechter klep
Linker klep

De schelp is vrij dikschalig, heeft een afgerond scheef driehoekige vorm en is meestal iets hoger dan breed. De umbo ligt bijna in het midden, de achtterrand is iets langer dan de voorrand en iets meer uitgebogen. De sculptuur bestaat uit 35-50 zeer vlakke radiaire ribben die naar de zijkanten van de schelp vervagen. De ribben zijn even breed als de ruimte tussen de ribben. Bij oudere exemplaren zijn de ruimten tussen de ribben vaak uitgesleten waarbij de massievere groeilijnen meestal blijven staan. De veligerlarve heeft een glad en glanzend schelpje: ribben ontbreken. Dat is eveneens bij schelpen van zeer jonge post-larvale dieren het geval.
Het heterodonte slot is betrekkelijk zwak ontwikkeld en heeft in beide kleppen twee cardinale tanden. In de rechterklep zijn een achterste en twee voorste laterale tanden aanwezig. Een van de twee voorste laterale tanden is erg klein. De linkerklep heeft een voorste en een achterste laterale tand. De achterste tand is zeer zwak ontwikkeld. Er is een uitwendige slotband.
De binnenzijde van de schelp is grotendeels glad met alleen aan de randen een karteling. De beide spierindruksels zijn vrijwel even groot en bijna gelijk van vorm. De mantellijn is onduidelijk, breed en glanzend. Een mantelbocht ontbreekt.
Laevicardium crassum

Rechter klep
Linker klep

Laevicardium crassum mediterraneum
- Rechter klep
- Linker klep

### Afmetingen van de schelp
- lengte: tot 65 millimeter
- hoogte: tot 75 millimeter

### Kleur
Lichtgeel met bij de top vaak een aantal oranjerode vlekken, soms met zigzagpatroon. Het dunne periostracum is geelgroen en glanst sterk. De binnenkant van de schelp is glad en wit met een roze tint. Strandmateriaal is vaak bruingeel of blauwzwart verkleurd.

### Levenswijze
De Noorse hartschelp is hermafrodiet; er is een planktonisch larvaal stadium, met een zogenaamde veligerlarve. Deze veligerlarven zijn tijdens voorjaar en zomer in het water van de Noordzee aanwezig.
Jonge en volwassen dieren leven ingegraven in tamelijk grofzandige modderbodems met schelpfragmenten, uitsluitend in het sublitoraal. Ze komen voor vanaf ongeveer 6 meter tot enkele tientallen meters waterdiepte. De soort behoort tot de infauna en filtreert het voedsel uit het zeewater.

### Voorkomen
De Noorse hartschelp komt aan de oostzijde van de Atlantische Oceaan voor; in het boreale gebied zeldzaam, naar het Zuiden toe algemener wordend tot aan Senegal en de Kaapverdische Eilanden. Eveneens in de Middellandse Zee aanwezig. Plaatselijk algemeen in de Noordzee. De soort spoelt zeldzaam aan op de Belgische en Nederlandse stranden. Losse kleppen zijn vooral te vinden langs de vloedlijn en in grof schelpmateriaal, doubletten zijn zeldzaam en spoelen soms na stormachtig weer in grotere aantallen aan. Op de Waddeneilanden en in Zeeland is deze soort vrij algemeen, langs de rest van de kust vrij zeldzaam.

## Fossiel voorkomen
De Noorse hartschelp is in het Noordzeebekken uit het Eemien en het Holoceen bekend.